# Katja Višnar
Katja Višnar (Bled, 21 marzo 1984) è una fondista slovena.

## Biografia
In Coppa del Mondo ha esordito il 28 ottobre 2006 a Düsseldorf (27ª) e ha ottenuto il primo podio il 24 gennaio 2010 a Rybinsk (2ª).
In carriera ha preso parte a tre edizioni dei Giochi olimpici invernali, Vancouver 2010 (16ª nella sprint, 10ª nella sprint a squadre, 14ª nella staffetta), Soči 2014 (54ª nella 10 km, 9ª nella sprint, 10ª nella sprint a squadre, 11ª nella staffetta) e Pyeongchang 2018 (13ª nella sprint, 8ª nella staffetta), e a sette dei Campionati mondiali vincendo una medaglia d'argento.

## Palmarès

### Mondiali
- 1 medaglia:
  - 1 argento (sprint a squadre a Seefeld in Tirol 2019)

### Coppa del Mondo
- Miglior piazzamento in classifica generale: 22ª nel 2014
- 4 podi (3 individuali, 1 a squadre):
  - 4 secondi posti